# Де-Валс-Блафф
Де-Валс-Блафф (англ. De Valls Bluff) — город, расположенный в округе Прери (штат Арканзас, США) с населением в 783 человека по статистическим данным переписи 2000 года. Является одним из окружных центров округа Прери.

## География
По данным Бюро переписи населения США город Де-Валс-Блафф имеет общую площадь в 2,85 квадратных километров, из которых 2,59 кв. километров занимает земля и 0,26 кв. километров — вода. Площадь водных ресурсов округа составляет 9,12 % от всей его площади.
Город Де-Валс-Блафф расположен на высоте 58 метров над уровнем моря.

## Демография
По данным переписи населения 2000 года в Де-Валс-Блафф проживало 783 человека, 218 семей, насчитывалось 334 домашних хозяйств и 389 жилых домов. Средняя плотность населения составляла около 270 человека на один квадратный километр. Расовый состав Де-Валс-Блафф по данным переписи распределился следующим образом: 67,82 % белых, 31,80 % — чёрных или афроамериканцев, 0,13 % — азиатов, 0,26 % — представителей смешанных рас.
Испаноговорящие составили 0,13 % от всех жителей города.
Из 334 домашних хозяйств в 33,2 % — воспитывали детей в возрасте до 18 лет, 43,7 % представляли собой совместно проживающие супружеские пары, в 17,4 % семей женщины проживали без мужей, 34,7 % не имели семей. 31,7 % от общего числа семей на момент переписи жили самостоятельно, при этом 17,1 % составили одинокие пожилые люди в возрасте 65 лет и старше. Средний размер домашнего хозяйства составил 2,34 человек, а средний размер семьи — 2,96 человек.
Население города по возрастному диапазону по данным переписи 2000 года распределилось следующим образом: 28,6 % — жители младше 18 лет, 6,8 % — между 18 и 24 годами, 25,5 % — от 25 до 44 лет, 20,9 % — от 45 до 64 лет и 18,1 % — в возрасте 65 лет и старше. Средний возраст жителей составил 38 лет. На каждые 100 женщин в Де-Валс-Блафф приходилось 79,6 мужчин, при этом на каждые сто женщин 18 лет и старше приходилось 77,5 мужчин также старше 18 лет.
Средний доход на одно домашнее хозяйство в городе составил 21 534 доллара США, а средний доход на одну семью — 32 708 долларов. При этом мужчины имели средний доход в 28 088 долларов США в год против 16 771 доллар среднегодового дохода у женщин. Доход на душу населения в городе составил 13 582 доллара в год. 18,4 % от всего числа семей в округе и 23,6 % от всей численности населения находилось на момент переписи населения за чертой бедности, при этом 28,7 % из них были моложе 18 лет и 22,1 % — в возрасте 65 лет и старше.